# Warship
Warship è una serie televisiva britannica in 45 episodi trasmessi per la prima volta nel corso di 4 stagioni dal 1973 al 1977.
È una serie drammatica incentrata sulle vicende a bordo della nave da guerra immaginaria della Royal Navy HMS Hero. Gli episodi sono caratterizzati da storie in mare (legate alla guerra fredda, al contrabbando, all'evacuazione dei civili, ecc.), così come dalla vita personale degli ufficiali e l'impatto di questa sulla loro vita professionale e sui loro doveri.
La Hero viene capitanata da tre ufficiali molto diversi nel corso serie. Donald Burton interpreta il comandante Mark Nialls, un giovane alto ufficiale nelle prime due stagioni, Bryan Marshall interpreta il comandante Alan Glenn, ex pilota di caccia, nella terza stagione, e Derek Godfrey interpretat il capitano Edward Holt, un ex sommergibilista nucleare, nella quarta e ultima stagione.

## Personaggi e interpreti
- Tenente Comandante Beaumont (32 episodi, 1973-1976), interpretato da David Savile.
- Tenente Peek (26 episodi, 1976-1977), interpretato da Andrew Burt.
- Tenente Comandante Kiley (20 episodi, 1973-1977), interpretato da John Lee.
- Comandante Mark Nialls (20 episodi, 1973-1976), interpretato da Donald Burton.
- Capitano d'armi Heron (18 episodi, 1973-1976), interpretato da Don Henderson.
- Tenente Last (17 episodi, 1973-1974), interpretato da Norman Eshley.
- Tenente Wakelin (14 episodi, 1973-1977), interpretato da Graeme Eton.
- Comandante Alan Glenn (13 episodi, 1976), interpretato da Bryan Marshall.
- Capitano Edward Holt (13 episodi, 1977), interpretato da Derek Godfrey.
- Tenente Comandante Napier (13 episodi, 1977), interpretato da Robert Morris.
- Zoe Carter (8 episodi, 1977), interpretato da Prunella Ransome.
- Capitano d'armi Burnett (7 episodi, 1976-1977), interpretato da Frank Jarvis.
- Milner (5 episodi, 1974-1977), interpretato da Colin Rix.
- Aviere Grogan (4 episodi, 1973-1976), interpretato da Steve Gardner.
- Tenente Boswall (4 episodi, 1973), interpretato da Christopher Coll.

## Produzione
La serie fu prodotta da Anthony Coburn e Joe Waters per la British Broadcasting Corporation. Le musiche furono composte da Anthony Isaac. Fu girata principalmente a bordo della fregata classe Leander HMS Phoebe.

### Registi
Tra i registi sono accreditati:
- Cyril Coke in 5 episodi (1974-1976)
- Lennie Mayne in 4 episodi (1973)
- Michael E. Briant in 4 episodi (1976-1977)
- Frank Cox in 3 episodi (1973)
- Roger Jenkins in 3 episodi (1974)
- David Cunliffe in 2 episodi (1973)
- Tristan DeVere Cole in 2 episodi (1974)
- Jonathan Alwyn
- Matthew Evans
- Andrew Grieve
- Bill Hays
- David Sullivan Proudfoot
- Robert Tronson

### Sceneggiatori
Tra gli sceneggiatori sono accreditati:
- Ian Mackintosh in 5 episodi (1973-1976)
- Gidley Wheeler in 5 episodi (1976-1977)
- Allan Prior in 3 episodi (1974)
- Mervyn Haisman in 2 episodi (1973-1974)
- John Wiles in 2 episodi (1973-1974)
- Martin Worth in 2 episodi (1973-1974)
- Michael J. Bird
- Jeremy Burnham
- Derek Ingrey
- Arnold Yarrow

## Distribuzione
La serie fu trasmessa nel Regno Unito dal 7 giugno 1973 al 29 marzo 1977 sulla rete televisiva BBC One. È stata distribuita anche nei Paesi Bassi con il titolo Alle hens.

## Episodi
| Stagione         | Episodi | Prima TV Regno Unito |
| ---------------- | ------- | -------------------- |
| Prima stagione   | 9       | 1973                 |
| Seconda stagione | 10      | 1974                 |
| Terza stagione   | 13      | 1976                 |
| Quarta stagione  | 13      | 1977                 |